# Ozyptila caenosa
Ozyptila caenosa es una especie de araña cangrejo del género Ozyptila, familia Thomisidae.

## Distribución
Esta especie se encuentra en Costa de Marfil.